# Arcivévodská koruna

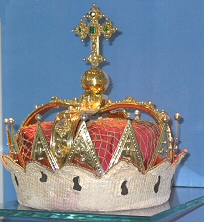
Erzherzogshut v Mariasteinu, Tyrolsko

Arcivévodská koruna (německy Erzherzogskrone) je korunovační klenot arcivévodů rakouských, panovníků Východní marky v rámci Svaté říše římské.

## Původ koruny
Na jednom z portrétů je Rudolf IV. vyobrazen s „arcivévodskou korunou“, kterou však ve skutečnosti neměl. Arnošt Železný (Ernst der Eiserne) tedy nechal zhotovit korunu, a další byla vyrobena též po smrti arcivévody Ferdinanda II. Tyrolského (1595). Konečná podoba zemské koruny Arcivévodství rakouského, tzv. Erzherzogshut, je ovšem z roku 1616, zhotovená na zakázku tyrolského místodržícího Maxmiliána III. a od té doby byla uchovávána v klášteře Klosterneuburg. Při každém vzdávání dědičného holdu novému zemskému správci byla převezena do Vídně, naposledy v roce 1835. Kromě toho se zachovaly ještě dvě další arcivévodské koruny, z čehož jedna se nachází v Mariasteinu poblíž Wörgli v Tyrolsku a jedna ve Štýrsku. Z další koruny, kterou nechal zhotovit císař Josef II. pro svou korunovaci římským králem, se zachoval jen skelet, je k vidění v Schatzkammer ve Vídni.